# Бічсайд
Бічсайд (англ. Beachside) — містечко в Канаді, у провінції Ньюфаундленд і Лабрадор.

## Населення
За даними перепису 2016 року, містечко нараховувало 132 особи, показавши скорочення на 12,0%, порівняно з 2011-м роком. Середня густина населення становила 50,5 осіб/км².
З офіційних мов обидвома одночасно не володів жоден з жителів, тільки англійською — 130.
Працездатне населення становило 43,5% усього населення, рівень безробіття — 40% (42,9% серед чоловіків та 66,7% серед жінок). 100% осіб були найманими працівниками, а 0% — самозайнятими.
21,7% мешканців мали закінчену шкільну освіту, не мали закінченої шкільної освіти — 30,4%, 47,8% мали післяшкільну освіту, з яких 18,2% мали диплом бакалавра, або вищий.
| Статево-вікова структура населення | Статево-вікова структура населення | Статево-вікова структура населення | Статево-вікова структура населення | Статево-вікова структура населення |
| ---------------------------------- | ---------------------------------- | ---------------------------------- | ---------------------------------- | ---------------------------------- |
|                                    |                                    |                                    |                                    |                                    |
| Всього                             | Всього                             | 50,0%                              |                                    |                                    |
| 0 — 14 років                       | 0 — 14 років                       |                                    | 0%                                 | 0%                                 |
| 15 — 64 років                      | 15 — 64 років                      |                                    | 60,7%                              | 60,7%                              |
| 65 і більше                        | 65 і більше                        |                                    | 39,3%                              | 39,3%                              |
| Середній вік (років)               | Середній вік (років)               | 54,055,9                           | 54,9                               | 54,9                               |
| Медіана (років)                    | Медіана (років)                    | 58,460,8                           | 59,0                               | 59,0                               |
| — чоловіки — жінки                 |                                    |                                    |                                    |                                    |

| Походження мешканців:     | Походження мешканців:     | Походження мешканців: | Походження мешканців: | Походження мешканців: |
| ------------------------- | ------------------------- | --------------------- | --------------------- | --------------------- |
| Походження                |                           |                       | осіб                  | %                     |
| Корінні американці        | Корінні американці        |                       | 0                     | 0%                    |
| Інше північноамериканське | Інше північноамериканське |                       | 45                    | 39.13%                |
| Європейське               | Європейське               |                       | 80                    | 69.57%                |
| британське                | британське                |                       | 75                    | 65.22%                |

| Зайнятість населення за галузями (за класифікацією NOC): | Зайнятість населення за галузями (за класифікацією NOC): | Зайнятість населення за галузями (за класифікацією NOC): | Зайнятість населення за галузями (за класифікацією NOC): | Зайнятість населення за галузями (за класифікацією NOC): |
| -------------------------------------------------------- | -------------------------------------------------------- | -------------------------------------------------------- | -------------------------------------------------------- | -------------------------------------------------------- |
|                                                          |                                                          |                                                          |                                                          |                                                          |
| Охорона здоров'я                                         | Охорона здоров'я                                         |                                                          | 20%                                                      | 20%                                                      |
| Освіта, правозахист, муніципальні та урядові служби      | Освіта, правозахист, муніципальні та урядові служби      |                                                          | 20%                                                      | 20%                                                      |
| Роздрібна торгівля та послуги                            | Роздрібна торгівля та послуги                            |                                                          | 20%                                                      | 20%                                                      |
| Гуртова торгівля, транспорт та обладнання                | Гуртова торгівля, транспорт та обладнання                |                                                          | 20%                                                      | 20%                                                      |
| Природні ресурси, сільське господарство                  | Природні ресурси, сільське господарство                  |                                                          | 20%                                                      | 20%                                                      |
| Виробництво                                              | Виробництво                                              |                                                          | 20%                                                      | 20%                                                      |

## Клімат
Середня річна температура становить 3,5°C, середня максимальна – 19,5°C, а середня мінімальна – -13,7°C. Середня річна кількість опадів – 1 062 мм.
| Клімат поселення                              | Клімат поселення | Клімат поселення | Клімат поселення | Клімат поселення | Клімат поселення | Клімат поселення | Клімат поселення | Клімат поселення | Клімат поселення | Клімат поселення | Клімат поселення | Клімат поселення | Клімат поселення |
| Показник                                      | Січ.             | Лют.             | Бер.             | Квіт.            | Трав.            | Черв.            | Лип.             | Серп.            | Вер.             | Жовт.            | Лист.            | Груд.            |                  |
| Середній максимум, °C                         | −3,01            | −3,34            | 0,77             | 6,32             | 11,22            | 16,06            | 19,54            | 18,91            | 14,69            | 9,34             | 4,64             | −1,21            |                  |
| Середня температура, °C                       | −8,21            | −8,54            | −4,41            | 1,12             | 6,02             | 10,85            | 16,13            | 15,50            | 11,29            | 5,92             | 1,22             | −4,64            |                  |
| Середній мінімум, °C                          | −13,4            | −13,73           | −9,61            | −4,09            | 0,85             | 5,66             | 12,74            | 12,09            | 7,86             | 2,51             | −2,19            | −8,06            |                  |
| Норма опадів, мм                              | 87               | 82               | 70               | 70               | 84               | 95               | 86               | 109              | 97               | 100              | 93               | 89               |                  |
| Середньомісячна швидкість вітру, м/с          | 6.69             | 6.24             | 6.11             | 5.60             | 5.10             | 4.89             | 4.50             | 4.69             | 5.20             | 5.69             | 6.29             | 6.69             |                  |
| Середньомісячна сонячна радіація, кДж/м²·день | 3737             | 6759             | 10831            | 14402            | 17445            | 18880            | 18584            | 15617            | 11431            | 6769             | 3842             | 2798             |                  |
| --------------------------------------------- | ---------------- | ---------------- | ---------------- | ---------------- | ---------------- | ---------------- | ---------------- | ---------------- | ---------------- | ---------------- | ---------------- | ---------------- | ---------------- |
| Джерело:                                      |                  |                  |                  |                  |                  |                  |                  |                  |                  |                  |                  |                  |                  |